# Marietta Marich
Marietta Marich (ur. 5 kwietnia 1930, zm. 28 września 2017 w Houston) – amerykańska aktorka, znana z roli Ludy Mae Hewitt w Teksańskiej masakrze piłą mechaniczną (2003) oraz Teksańskiej masakrze piłą mechaniczną: Początku (2006). Także wokalistka, pisarka, reżyser przedstawień teatralnych, prezenterka telewizyjna.

## Życiorys
Urodziła się w rodzinie mocno związanej z teatrem.
W teksańskiej telewizji prowadziła swój własny, autorski program, zatytułowany Midnight with Marietta.
Od listopada do grudnia 2003 roku występowała w roli ciotki Julii w sztuce James Joyce's The Dead wystawianej przez houstonowski Main Street Theater.